# London Belongs to Me
London Belongs to Me is een komische film uit 1948 onder regie van Sidney Gilliat. De film is gebaseerd op een roman van Norman Collins.

## Productie
- Pinewood Studios
- Londen
- Burnham Beeches (Buckinghamshire)

## Rolverdeling
| Acteur               | Personage    |
| -------------------- | ------------ |
| Richard Attenborough | Percy Boone  |
| Alastair Sim         | Mr. Squales  |
| Wylie Watson         | Mr. Joser    |
| Joyce Carey          | Mrs. Vizzard |
| Fay Compton          |              |
| Stephen Murray       |              |
| Susan Shaw           |              |
| Ivy St. Helier       |              |
| Maurice Denham       |              |
| Hugh Griffith        |              |
| Leo Genn             | de verteller |